# Joaquín Suárez (ville)
Joaquín Suárez, localement appelée Suárez, est une ville située dans le département de Canelones, siège d'une municipalité, dans le sud de l'Uruguay.
Joaquín Suárez fait partie de l'Aire métropolitaine de Montevideo, entre les villes suburbaines de Barros Blancos, Toledo et Pando. 
Du fait de sa proximité de la métropole de Montevideo, la ville est en forte croissance urbaine. Au recensement de population de 2004, Suárez comptait 6 214 habitants. Sa population a triplé depuis cette date, étant évaluée aujourd'hui à 18 153 habitants.

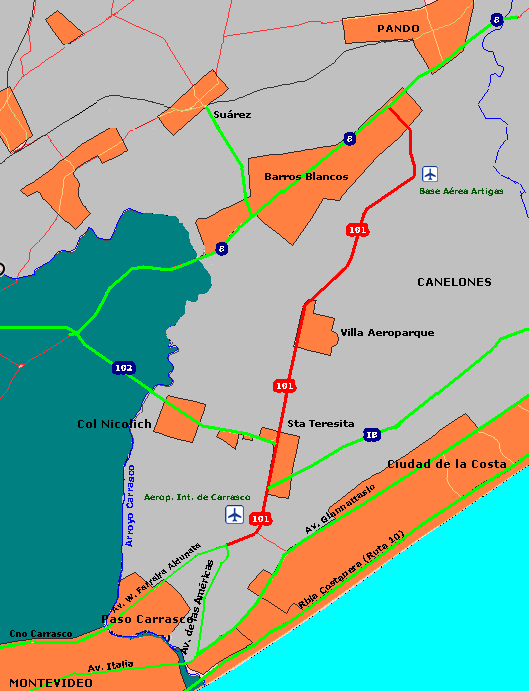
Situation de la ville de Suárez sur la carte urbaine de la partie nord-est de la métropole de Montevideo.

## Historique sommaire
La cité fut fondée en 1882 et reçut le nom du président uruguayen Joaquín Suárez.
En 2022, elle a célébré les 140 ans de sa création